# Генуя (аеропорт)
44°24′43.03″ пн. ш. 08°50′30.75″ сх. д. / 44.4119528° пн. ш. 8.8418750° сх. д.
Міжнародний аеропорт імені Христофора Колумба (італ. Aeroporto di Genova-Cristoforo Colombo) (IATA: GOA, ICAO: LIMJ) — генуезький аеропорт, побудований на штучному півострові, за 6 км від центру міста. Аеропорт обслуговує порт Генуї, і останнім часом управляється компанією Aeroporto di Genova, яка модернізувала комплекс аеропорту. У 2008 послугами аеропорту скористалися 1 202 168 пасажирів. 

## Авіакомпанії та напрямки
| Авіакомпанія          | Пункт призначення |
| --------------------- | --- |
| Air France            | Париж-Шарль де Голль |
| Alitalia              | Рим-Ф'юмічіно Сезонний: Ольбія |
| Blu-express           | Тирана |
| British Airways       | Лондон-Гатвік |
| easyJet               | Сезонний: Амстердам (з 25 червня 2019), Берлін-Тегель, Бристоль, Лондон-Лутон, Манчестер |
| Ernest Airlines       | Київ-Жуляни, Тирана |
| Eurowings             | Сезонний: Дюссельдорф (з 13 квітня 2019) |
| Iberia                | Сезонний: Мадрид (з 1 червня 2019) |
| Israir                | Сезонний: Тель-Авів |
| KLM                   | Амстердам |
| Level                 | Сезонний: Відень (з 1 квітня 2019) |
| Lufthansa             | Франкфурт, Мюнхен |
| Pobeda                | Москва-Внуково (з 17 квітня 2019) |
| Ryanair               | Барі, Лондон-Станстед |
| Scandinavian Airlines | Сезонний: Копенгаген |
| S7 Airlines           | Сезонний: Москва-Домодєдово |
| Volotea               | Кальярі, Катанія, Мадрид, Неаполь, Палермо Сезонний: Альгеро, Афіни, Бріндізі, Корфу (з 4 червня 2019), Ібіца, Ламеція-Терме, Лампедуза, Малага, Мальта Менорка, Міконос, Ольбія, Пальма-де-Мальорка, Санторіні, Відень |
| Vueling               | Сезонний: Барселона |